# 劉昭妃
昭妃劉氏（しょうひ りゅうし、1557年 - 1642年）は、明の万暦帝の妃嬪。

## 経歴
庶民であった劉応節の娘。母は馬氏。
万暦6年（1578年）に王喜姐（後に皇后となった）と楊氏（後に宜妃となった）と共に、選抜されて後宮に入り、その2月に昭妃となった。父の劉応節は正五品錦衣衛千戸に任じられた。
万暦帝の寵愛はなく、低調な生活を送った。天啓帝の即位後、政治的な原因によって太妃たちの中で主導的地位に就き、宣懿の徽号が贈られた。崇禎15年、薨去した。天寿山で李皇貴妃の墓に従葬された。 

## 伝記資料
- 『明神宗実録』
- 『崇禎長編』
- 『大明誥贈錦衣衛指揮僉事劉公墓表』